# بادشکن (پوشاک)

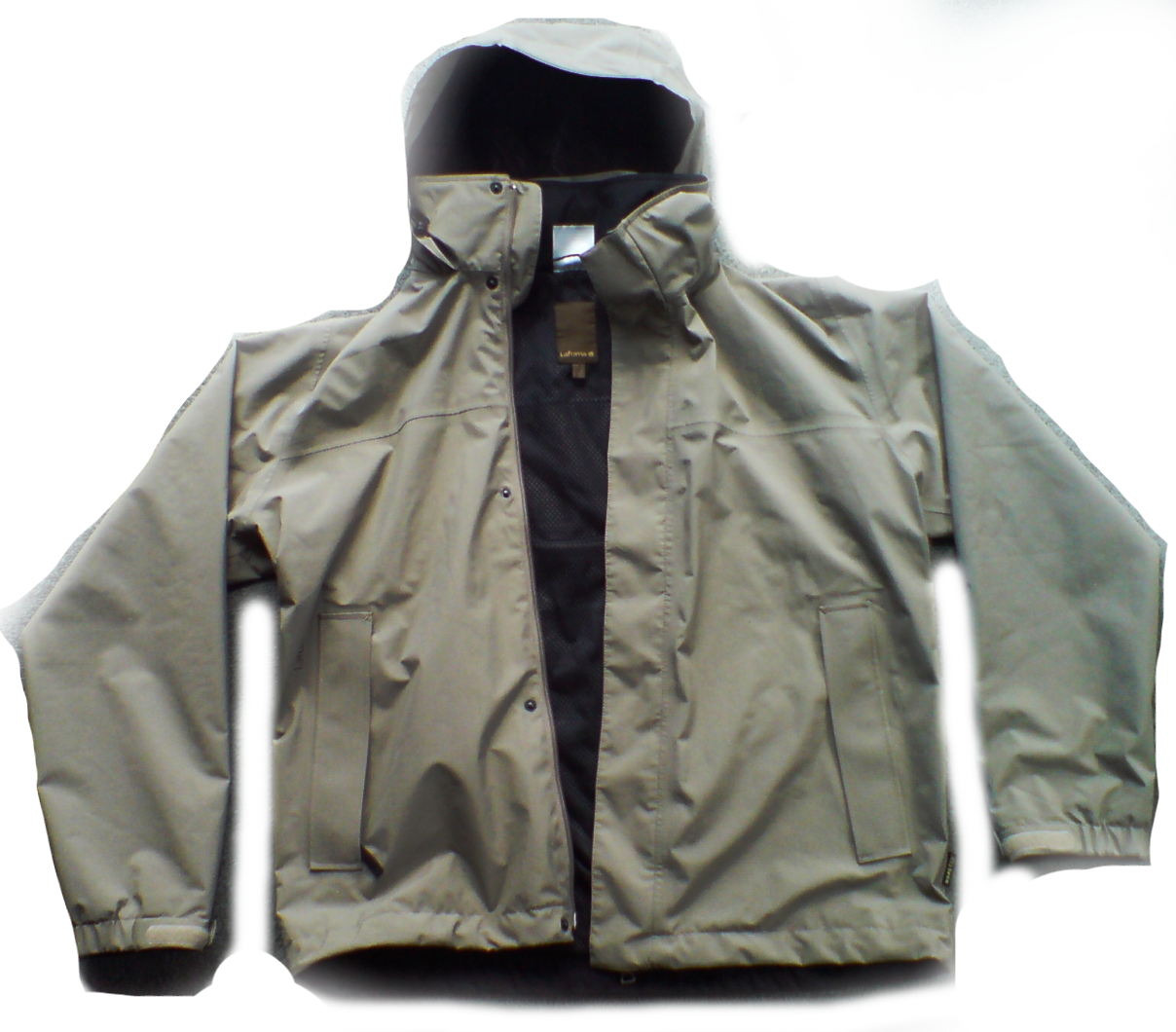
یک بادگیر با سرپوش «قابل‌برداشتن» آن برداشته نشده

بادشکن (به انگلیسی: windbreaker) یا بادگیر (به انگلیسی: windcheater) یا کاپشن بهاره، کت پارچه ای نازکی است که برای مقاومت در برابر سرمای باد و باران خفیف طراحی شده است و آن را به نسخه سبک تری از ژاکت تبدیل می‌کند. معمولاً از ساختار سبک‌وزن و مشخصاً از مواد مصنوعی ساخته شده است. بادشکن اغلب از کمربندهای الاستیکی و/یا بازوبندها و زیپ استفاده می‌کند تا آن را برای شرایط آب و هوایی جاری تنظیم کرد.
کاپشن‌ها، کت‌ها و غیره معمولی ممکن است شامل نوعی بادشکن به‌عنوان درون‌آستری باشند که در صورت تمایل می‌توان آن را جدا کرد. بادشکن‌ها گاهی شامل یک سَرپوش (به انگلیسی: hood) می‌شوند که ممکن است قابل‌حذف و/یا جاسازی باشد. بسیاری از بادگیرها همچنین ممکن است دارای جیب‌های بزرگ در داخل یا خارج باشند که اجازه می‌دهد وسایل را از آب و هوا مانند باد ملایم یا باران همان‌طور که در بالا ذکر شد پوشانده شود. بادشکن‌ها ممکن است محافظت عایق‌ساز سبک تا متوسطی را ارائه دهند، بیشتر از یک ژاکت، اما کمتر از یک پالتو.
بادشکن‌ها عمدتاً در فصول گرمتر که باد یا باران انتظار می‌رود یا به عنوان بخشی از استراتژی لایه بندی در فصول سردتر استفاده می‌شوند. بادشکن‌های با رنگ روشن نیز ممکن است توسط دوندگان به عنوان محافظت در برابر آب و هوا و به عنوان یک لباس بازتابنده برای ایمنی استفاده شود. مطالعه‌ای در سال ۲۰۱۲ نشان داد که اضافه کردن شلوار و ژاکت‌های بادشکن وسیله‌ای سبک‌وزن اما مؤثر برای به تأخیر انداختن سرمازدگی است، در صورتی که کاربر در خارج از منزل راه می‌رود و با دمای پایین غیرمنتظره مواجه می‌شود.

## بادشکن

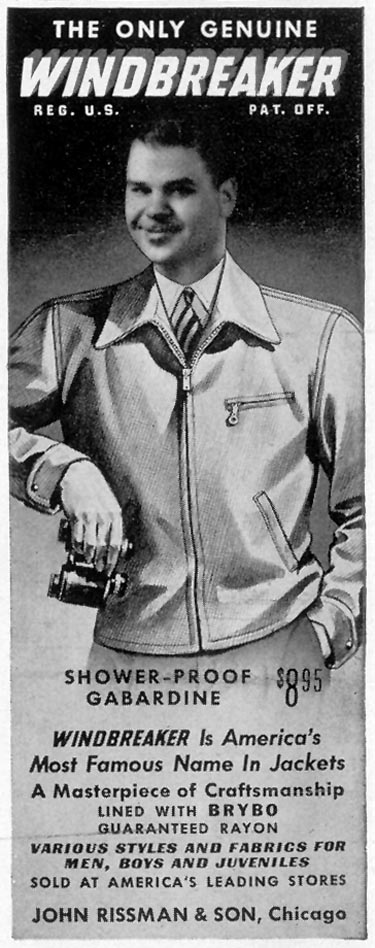
تبلیغ شرکت ریسمن برای ژاکت‌های بادشکن (۱۹۴۲)

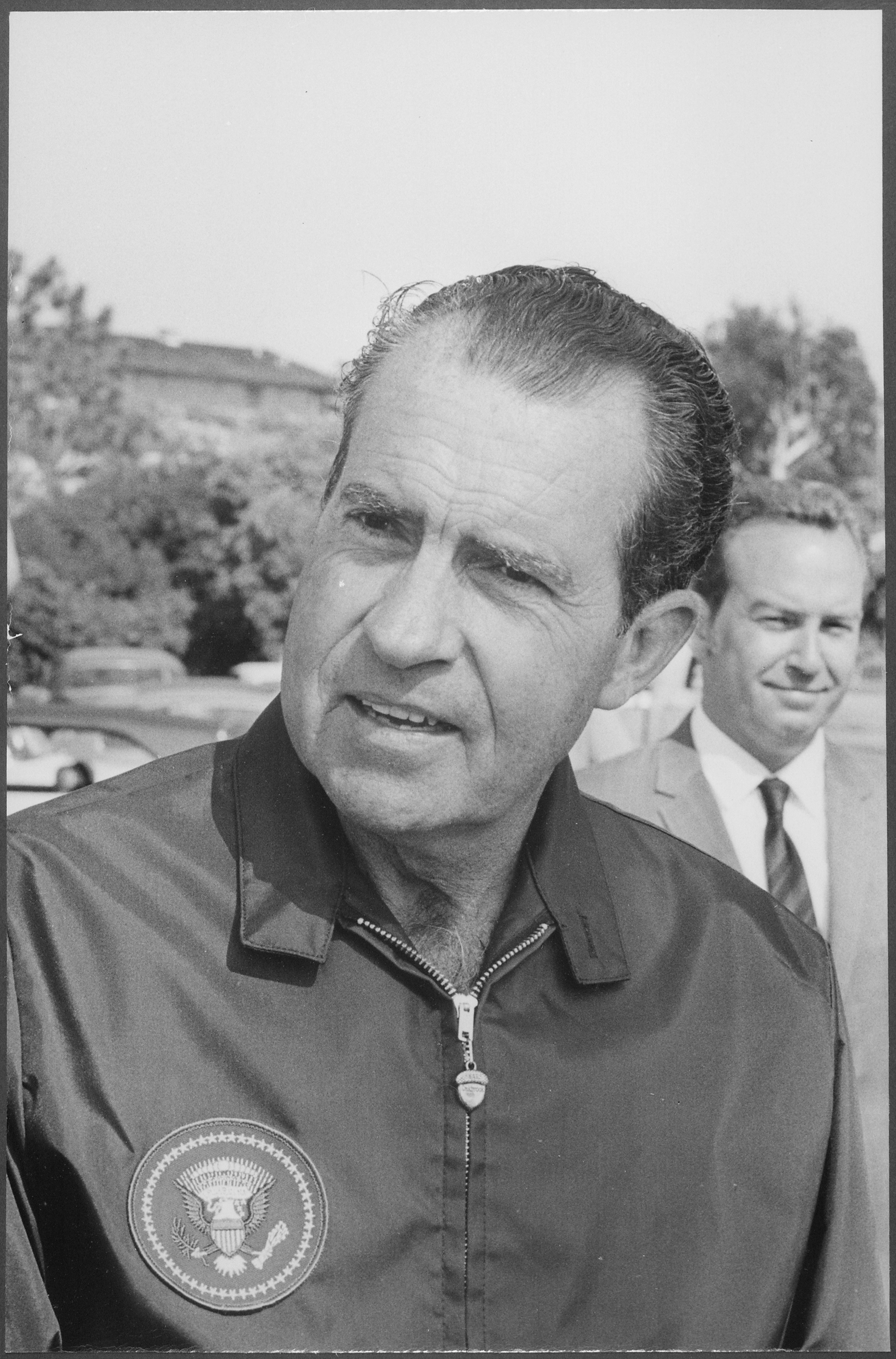
ریچارد نیکسون، رئیس‌جمهور ایالات متحده، با بادشکن در ۶ سپتامبر ۱۹۶۹.

این اصطلاح اولین بار توسط شرکت جان ریسمن شیکاگو برای کاپشن‌های گاباردین استفاده شد.

## بادگیر
بادشکن‌ها را می‌توان «بادگیر» نیز نامید. این اصطلاح پیش از اصطلاح بادشکن است و در اصل برای توصیف نوعی از لباس استفاده می‌شد که بیشتر شبیه یک کاپشن پلیور بود تا بادگیر زیپ‌دار نوین.